# Adelaide Tosi
Adelaide Tosi (* 20. Mai 1800 in Cassano d’Adda; † 15. März 1859 in Neapel). war eine italienische Opernsängerin (Sopran, soprano sfogato). Durch Heirat gehörte sie zur Adelsfamilie der Lucchesi Palli.

## Leben
Adelaide war die Tochter eines Advokaten. Sie studierte am Mailänder Konservatorium und war Schülerin des berühmten Kastraten Girolamo Crescentini, von dem sie den „vollkommenen Geschmack“ erbte.
Ihr Debüt hatte sie 1821 an der Mailänder Scala als Ippolito in Giovanni Simone Mayrs Fedra. Am gleichen Haus sang sie 1822 die Azema in der Uraufführung von Meyerbeers L’esule di Granata. Es folgte eine große Karriere und bald war die Tosi eine der gefragtesten Sängerinnen ihrer Zeit. Sie sang an der Seite der bedeutendsten Sänger, und die größten Komponisten des Belcanto setzten sie als prima donna in ihren Opern ein.
Das Timbre ihrer Stimme soll manchmal etwas rau, „trocken“ oder „karg“ gewesen sein, „doch dieser Mangel wurde durch die überragenden und seltenen Qualitäten einer perfekt richtigen Ausführung und der Reinheit ihres Geschmacks aufgewogen.“ F. Regli dagegen spricht von ihrer „überaus sanften, lieblichen Sopranstimme“, die sie „mit Ausdruck und Seele zu modulieren verstand“. Sie soll außerdem eine sehr zuverlässige und pflichtbewusste Sängerin gewesen sein, die nie oder selten wegen Krankheit ausfiel und keine Allüren gehabt habe.
Die Hauptwirkungsstätte der Tosi war das Teatro San Carlo in Neapel. Dort war sie die erste Interpretin in einigen der erfolgreichsten Opern von Giovanni Pacini: sie sang die Cleofide in Alessandro nell’Indie (UA 24. Februar 1824), die Ottavia in L’ultimo giorno di Pompei (19. November 1825; neben Giovanni David und Luigi Lablache) und die Hosenrolle des Damiano in I fidanzati, ossia Il Connestabile di Chester (23. November 1829).
Zur Eröffnung des Teatro Carlo Felice in Genua am 7. April 1828 sang sie außerdem die weibliche Titelrolle in Bellinis Bianca e Fernando.
Am Teatro San Carlo in Neapel arbeitete Adelaide Tosi auch mit Gaetano Donizetti zusammen. Er schrieb für sie die Partien der Argelia in L’esule di Roma (2. Januar 1828), der Neala in Il paria (12. Februar 1829) und der Königin Elisabeth in Il castello di Kenilworth (12. Februar 1829).
Andere wichtige Rollen der Tosi waren die Palmide in Meyerbeers Il crociato in Egitto (u. a. in Florenz 1824, Venedig 1827), und die Pamira in Rossinis Le siège de Corinthe (4. Oktober 1828 im San Carlo, Neapel).
Außer in Italien hatte die Tosi auch Auftritte in anderen europäischen Städten wie Madrid, Wien und London. In ihren Konzerten soll sie mit besonders „exquisiter“ Wirkung ein kleines Lied Non é la vaga rosa l‘immagine di te ihres Lehrers Crescentini vorgetragen haben.
1830/31 war sie in Madrid, wo Mercadante die Titelrolle seiner Francesca da Rimini für die Stimme der Tosi konzipierte, aber wegen diverser Schwierigkeiten wurde diese Oper zu ihrer beider Lebzeiten nie aufgeführt. Tosi trat jedoch nicht lange danach in anderen Uraufführungen von Mercadante auf: am 7. Februar 1832 in Turin in I Normanni a Parigi und an der Mailänder Scala in Il conte di Essex (10. März 1833). Ebenfalls an der Scala hatte sie kurz zuvor auch Carlo Coccias Oper Caterina di Guisa aus der Taufe gehoben (UA am 14. Februar). Am 24. August 1836 kreierte sie noch einmal eine Titelrolle von Donizetti in seiner Opera buffa Betly am neapolitanischen Teatro Nuovo.
Adelaide Tosi heiratete am 2. Mai 1823 in Mailand einen Grafen aus dem Hause Sanseverino, Don Ferdinando Conte Lucchesi-Palli (1784–1847). Sie hatten zwei gemeinsame Kinder: Clotilde und Febo Edoardo (13. Oktober 1837 bis 10. August 1903).
Der letztere ließ im Haus seiner Mutter, die sich mittlerweile von der Bühne zurückgezogen hatte, ein kleines Theater einrichten, das „Teatro Accademico“, das seine Glanzzeit zwischen 1853 und 1857 erlebte und wo vor allem Werke des Sprechtheaters aufgeführt wurden. Edoardo trug außerdem eine wertvolle Theater-Sammlung von Manuskripten und Büchern zusammen, die er 1888 als Biblioteca Lucchesi Palli (mit dazugehörigem musikalischem Archiv) dem italienischen Staat vermachte, als Filiale der Biblioteca Nazionale von Neapel.

## Einzelanmerkungen
1. 1 2  A. Tosi hat die Nr. 37 in der Ahnenreihe der Familie Costa-Sanseverino auf: Ronald Elward: „The Heirs of europe“, 2010–2019 (gesehen am 23. Juli 2019)
2. ↑  Der Grove gibt als Geburtsjahr ca. 1800 und als Todesdatum den 27. März 1859 an. Siehe: Elizabeth Forbes: „Tosi, Adelaide“, in: The New Grove Dictionary of Opera, Bd. 4, Macmillan, 1996, S. 769
3. 1 2 3 4 5  Gennaro Alifuoco: „Le arti dello spettacolo in biblioteca: la Lucchesi Palli“, in: Il Sole 24 ore.com (gesehen am 23. Juli 2019)
4. 1 2 3 4 5 6  Kurzbio von Adelaide Tosi auf operissimo (Memento des Originals vom 3. März 2016 im Internet Archive)  Info: Der Archivlink wurde automatisch eingesetzt und noch nicht geprüft. Bitte prüfe Original- und Archivlink gemäß Anleitung und entferne dann diesen Hinweis. (gesehen am 23. Juli 2019)
5. 1 2 3 4  J. Bell: „Memoir of Tosi“, in: Belle Assemblée: or Court and Fashionable Magazine; Containing Interesting and Original Literature, and Records of the Beau-monde, Vol. XV, London 1832, S. 274, online auf: Google-Books (gesehen am 23. Juli 2019)
6. ↑  William Ashbrook: Donizetti and His Operas, Cambridge University Press, 1982. S. 612, Fußnote 149
7. ↑  Elizabeth Forbes: „Tosi, Adelaide“, in: The New Grove Dictionary of Opera, Bd. 4, Macmillan, 1996, S. 769
8. ↑  Mit „perfect justness“ ist hier vermutlich gemeint, dass sie die Tonhöhen sehr genau traf, also sehr rein und sauber sang.
9. ↑  „A certain harshness of organ – in some instances a dryness and poverty of voice was remarked, but this defect was redeemed in the estimation of the Neapolitans …by the superior and rare qualities of perfect justness of execution and purity of taste.“. Siehe: J. Bell: „Memoir of Tosi“, in: Belle Assemblée …, …, London, S. 174. Online auf: Google-Books (gesehen am 23. Juli 2019)
10. ↑  „Ebbe voce soavissima di soprano, e sapeva modularla con quell‘espressione e quell‘anima, …“. Francesco Regli: „Tosi Adelaide“, in: Dizionario biografico: dei più celebri poeti ed artisti melodrammatici, tragici e comici, maestri, concertisti, coreografi, mimi, ballerini, scenografi, giornalisti, impresarii, ecc. ecc. che fiorirono in Italia dal 1800 al 1860, Turin, E. Dalmazzo, 1860, S. 541 (italienisch; online, gesehen am 20. Juli 2019)
11. ↑  S. 4 im Original-Libretto (gesehen am 23. Juli 2019)
12. ↑  Giovanni Pacini: Le mie memorie artistiche, Florenz 1865, S. 50–51. Online als Google-Book (italienisch; gesehen am 23. Juli 2019)
13. ↑  S. 244 ff im CD-Booklet zu: A Hundred Years of Italian Opera 1820–1830, mit dem Philharmonia Orchestra unter David Parry, Opera Rara: ORCH 104
14. ↑  W. Ashbrook: Donizetti and His Operas, …1982, S. 544
15. ↑  W. Ashbrook: Donizetti and His Operas, …1982, S. 545 f
16. ↑  W. Ashbrook: Donizetti and His Operas, …1982, S. 547
17. ↑  S. 30–31 im CD-Booklet zu: Meyerbeer: Il crociato in egitto, mit Diana Montague, Ivonne Kenny, Bruce Ford u. a., Royal Philharmonic Orchestra unter David Parry, 1992, Opera Rara: ORC 10
18. ↑  Armin Schuster: Die italienischen Opern Giacomo Meyerbeers, Bd. 1: Il crociato in egitto, Tectum-Verlag, 2003, S. 182, online als Google-Books (gesehen am 24. Juli 2019)
19. ↑  Siehe Nr. 36 (Don Ferdinando Conte Lucchesi-Palli) und Nr. 37 (Adelaide Tosi) in der Ahnenreihe der Familie Costa-Sanseverino auf: Ronald Elward: „The Heirs of europe“, 2010–2019 (gesehen am 23. Juli 2019)

| Personendaten    | Personendaten                       |
| ---------------- | ----------------------------------- |
| NAME             | Tosi, Adelaide                      |
| KURZBESCHREIBUNG | italienische Opernsängerin (Sopran) |
| GEBURTSDATUM     | 20. Mai 1800                        |
| GEBURTSORT       | Cassano d’Adda                      |
| STERBEDATUM      | 15. März 1859                       |
| STERBEORT        | Neapel                              |